# Hedychium longicornutum
Planta com flor maravilhosa de coloração vermelha e laranja
Uma das mais belas Hedychiums, com flores perfumadas que atraem abelhas, borboletas e aves. 
Suas folhas possuem cores vivas e textura fina.
Origem: Malasya
Categoria: 
Tropical e Perene
Altura: 
36-48 polegadas (90–120 cm)
Espaçamento: 
15-18 polegadas (38–45 cm)
Floração:
Meados da Primavera
Propagação:
Divisão de Rizomas
Referência:
http://toptropicals.com/cgi-bin/garden_catalog/cat.cgi?uid=Hedychium_longicornutum